# Tropidia robinsonii
Tropidia robinsonii är en orkidéart som beskrevs av Oakes Ames. Tropidia robinsonii ingår i släktet Tropidia och familjen orkidéer. Inga underarter finns listade i Catalogue of Life.